# Легкоатлетический стадион Палау
Легкоатлетический стадион Палау (англ. Palau Track And Field stadium) — главный стадион республики Палау. Размещен в Короре, бывшей столице республике, на острове Корор (или Ореор).
На стадионе проходят соревнования по легкой атлетике и разыгрываются чемпионаты Палау по футболу.
Вместимость трибун — 4000 зрителей.